# Yasuharu Nakajima
Yasuharu Nakajima (Fukui, Japón, 27 de diciembre de 1984) es un ciclista japonés, miembro del equipo Kinan Cycling Team.

## Palmarés
2009
- Kumamoto International Road Race

2011
- 1 etapa del Tour de Singkarak
- 1 etapa del Tour de Hainan

2012
- 1 etapa del Tour de Singkarak

2014
- Tour de Tailandia
- 1 etapa del Tour del Este de Java

2015
- Tour de Tailandia

2018
- Sri Lanka T-Cup,[1] más 1 etapa